# Bologna Motorshow F3000 Sprint
Il   Bologna Motorshow F3000 Sprint fu una manifestazione automobilistica organizzata tra il 1997 e il 2007 nel corso del Motor Show di Bologna. La manifestazione vedeva la partecipazione di vetture di Formula 3000, coi piloti impegnati in gare uno-contro-uno a eliminazione. I piloti venivano fatti correre in parallelo in piste contigue; prevaleva il pilota che otteneva il tempo più basso. La sfida era solitamente al meglio delle tre prove. La manifestazione è erede del Trofeo Indoor di Formula 1 tenuto fino al 1996, in cui si cimentavano vetture di Formula 1.
Per le prime due edizioni parteciparono scuderie dell'International Formula 3000, mentre nel 1999 vi furono due gare, una riservata ai team del campionato internazionale e una per quelli della Formula 3000 italiana. Dal 2000 parteciparono solo i team del campionato italiano. Nel 2004 vi furono due gare, una riservata ai team dell'Euroseries 3000 e una per quelli della 3000 Pro Series.
Pur se col nome di indoor, le gare si disputavano su un circuito ricavato all'interno del comprensorio fieristico di Bologna.

## Albo d'oro
| Anno | Denominazione                                | Pilota            | Team                     | Resoconto |
| ---- | -------------------------------------------- | ----------------- | ------------------------ | --------- |
| 1997 | Bologna Motorshow International F3000 Sprint | Oliver Tichy      | Coloni Motorsport        | Resoconto |
| 1998 | Bologna Motorshow International F3000 Sprint | Fabrizio Gollin   | G. S. International      | Resoconto |
| 1999 | Bologna Motorshow International F3000 Sprint | Marco Apicella    | Monaco Motorsport        | Resoconto |
| 1999 | Bologna Motorshow F3000 Italia Sprint        | Thomas Biagi      | GP Racing                | Resoconto |
| 2000 | Bologna Motorshow F3000 Italia Sprint        | Ricardo Spreafico | ADM Competition          | Resoconto |
| 2001 | Trofeo Indoor F3000                          | Thomas Biagi      | Fortec Italia Motorsport | Resoconto |
| 2002 | Bologna Motorshow Euro 3000 Sprint           | André Lotterer    | Uboldi Corse             | Resoconto |
| 2003 | Bomb Boogie Euro 3000 Challenge              | Matteo Grassotto  | ADM Motorsport           | Resoconto |
| 2004 | Bologna Motorshow F3000 Italia Sprint        | Marco Bonanomi    | Coloni Motorsport        | Resoconto |
| 2004 | Bologna Motorshow 3000 Pro Series Sprint     | Gabriele Lancieri | ADM Motorsport           | Resoconto |
| 2005 | Bomb Boogie Formula 3000                     | Marco Bonanomi    | Fisichella Motorsport    | Resoconto |
| 2006 | Bologna Motorshow Euroseries 3000 Sprint     | Gabriele Lancieri | Avelon Formula           | Resoconto |
| 2007 | Bologna Motorshow Euroseries 3000 Sprint     | Pierre Ragues     | Auto Sport Racing        | Resoconto |

- Tutti corrono con vetture della Lola, a motore Zytek.